# Mehis Heinsaar

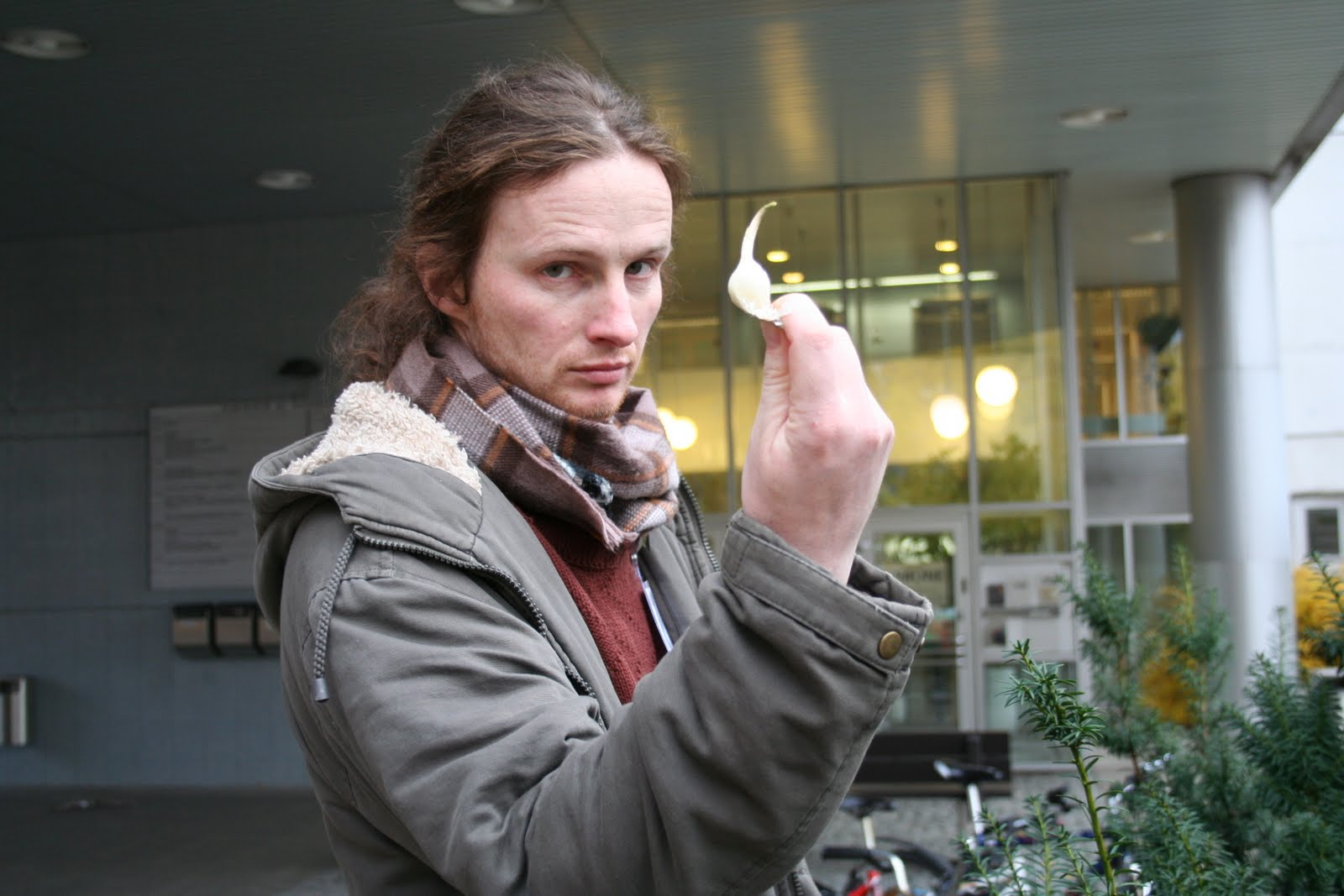
Mehis Heinsaar (2011)

Mehis Heinsaar (* 1. August 1973 in Tallinn, Estnische SSR) ist ein estnischer Schriftsteller.

## Ausbildung
Mehis Heinsaar wuchs in Tallinn und Karksi-Nuia auf. Von 1992 bis 2000 studierte er Estnische Literatur an der Universität Tartu. Er schloss das Studium mit einer Arbeit über den Schriftsteller August Gailit ab.

## Werk
1995 debütierte Mahis Heinsaar mit lyrischen Arbeiten in der Zeitung Postimees. Seit 1997 schreibt er vor allem Prosa. Neben zahlreichen Kurzgeschichten und kleinen Erzählungen sind von ihm der Roman Artur Sandmani lugu, ehk Teekond iseenda teise otsa (2005) und der Gedichtband Sügaval elu hämaras (2009) erschienen. Heinsaars Texte sind oft vom Surrealismus und Magischem Realismus beeinflusst. Seine Geschichten greifen oft ins Absurde und Groteske. Innerhalb der estnischen Literatur weist Heinsaar Parallelen zu Jüri Ehlvest und Andrus Kivirähk auf, international betrachtet braucht er den Vergleich mit Franz Kafka nicht zu scheuen. Er gehört der Tartuer Künstlervereinigung Erakkond (etwa: Eremitenpartei) an.

## Buchpublikationen
- Vanameeste näppaja. Tallinn: Tuum 2001. 155 S. (Kurzgeschichten)
- Härra Pauli kroonikad. Tallinn: Perioodika 2001. 104 S. (Loomingu Raamatukogu 31-32/2001) (Kurzgeschichten)
- Artur Sandmani lugu ehk Teekond iseenda teise otsa. Tallinn: Tuum 2005. 245 S. (Roman)
- Rändaja õnn. Tallinn: Verb 2007. 136 S. (Kurzgeschichten)
- Sügaval elu hämaras. Tallinn: Verb 2009. 111 S. (Gedichte)
- Ebatavaline ja ähvardav loodus. s. l.: Menu 2010. 151 S. (Kurzgeschichten)
- Härra Pauli kroonikad. Teine, täiendatud väljaanne. Tallinn: Menu 2011. 173 S. (Kurzgeschichten)
- Ülikond. Jutte 2003-2013. s. l.: Menu kirjastus 2013. 157 S. (Kurzgeschichten)
- Unistuste tappev kasvamine. s. l.: Menu 2016. 231 S. (Kurzgeschichten)
- Pingeväljade aednik. Tallinn: Verb 2018. 95 S. (Gedichte)
- Võlurite juures. Jutte ja novelle 1997-2020. s. l.: Paradiis 2021. 300 S. (Kurzgeschichten)
- Ööpäevik. Tallinn: SA Kultuurileht 2022. 120 S. (Kurzgeschichten)
- Kadunud hõim. s. l.: Menu 2022. 320 S. (Roman)

## Deutsche Übersetzungen
Auf Deutsch liegt noch keine eigenständige Buchveröffentlichung von Heinsaar vor, jedoch sind einige seiner Kurzgeschichten in deutscher Übersetzung herausgekommen. 2003 erschien in der Zeitschrift Lichtungen die Erzählung „Der schöne Armin“, 2004 „Hochsaison“ in estonia (S. 23–30) und sechs weitere Kurzgeschichten sind im Almanach estonia 2007 publiziert worden (S. 49–59). Alle Übersetzungen stammen von Irja Grönholm.

## Auszeichnungen
- 2000 Friedebert-Tuglas-Preis
- 2001 Betti-Alver-Debütpreis
- 2002 (für 2001) Preis des Estnischen Kulturkapitals, Sparte Prosa.
- 2002 Friedebert-Tuglas-Preis
- 2008 (für 2007) Preis des Estnischen Kulturkapitals, freier Wettbewerb.
- 2010 Friedebert-Tuglas-Preis
- 2010 Juhan-Liiv-Gedicht-Preis
- 2011 August-Gailit-Novellen-Preis
- 2019 Gustav-Suits-Preis
- 2023 A. H. Tammsaare-Preis